# Norala
Norala (Bayan ng Norala) är en kommun i Filippinerna. Kommunen ligger på ön Mindanao, och tillhör provinsen Södra Cotabato. Folkmängden uppgår till 40 744 invånare.
Norala är indelat i 14 barangayer.